# Clawé Fawe

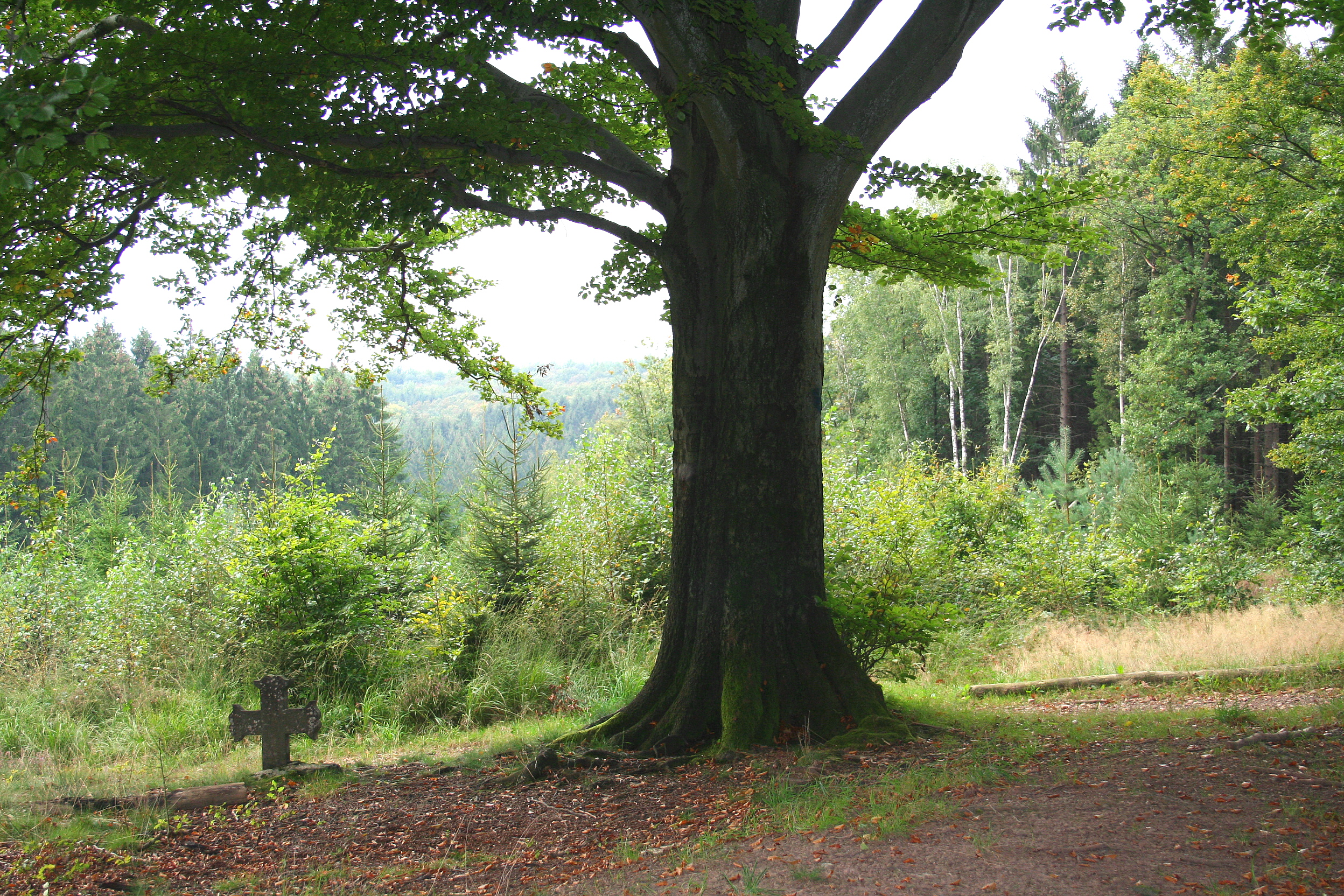
Clawé Fawe

De Clawé fawe is een spijkerboom in de gemeente Jalhay in de Belgische provincie Luik. De boom is een beuk en staat ongeveer een kilometer ten noorden van buurtschap Foyr in het bos.
De spijkerbeuk staat aan een kruispunt van paden met naast de boom een stenen kruis. In de boomstam zijn tientallen spijkers geslagen.